# Ganso checo

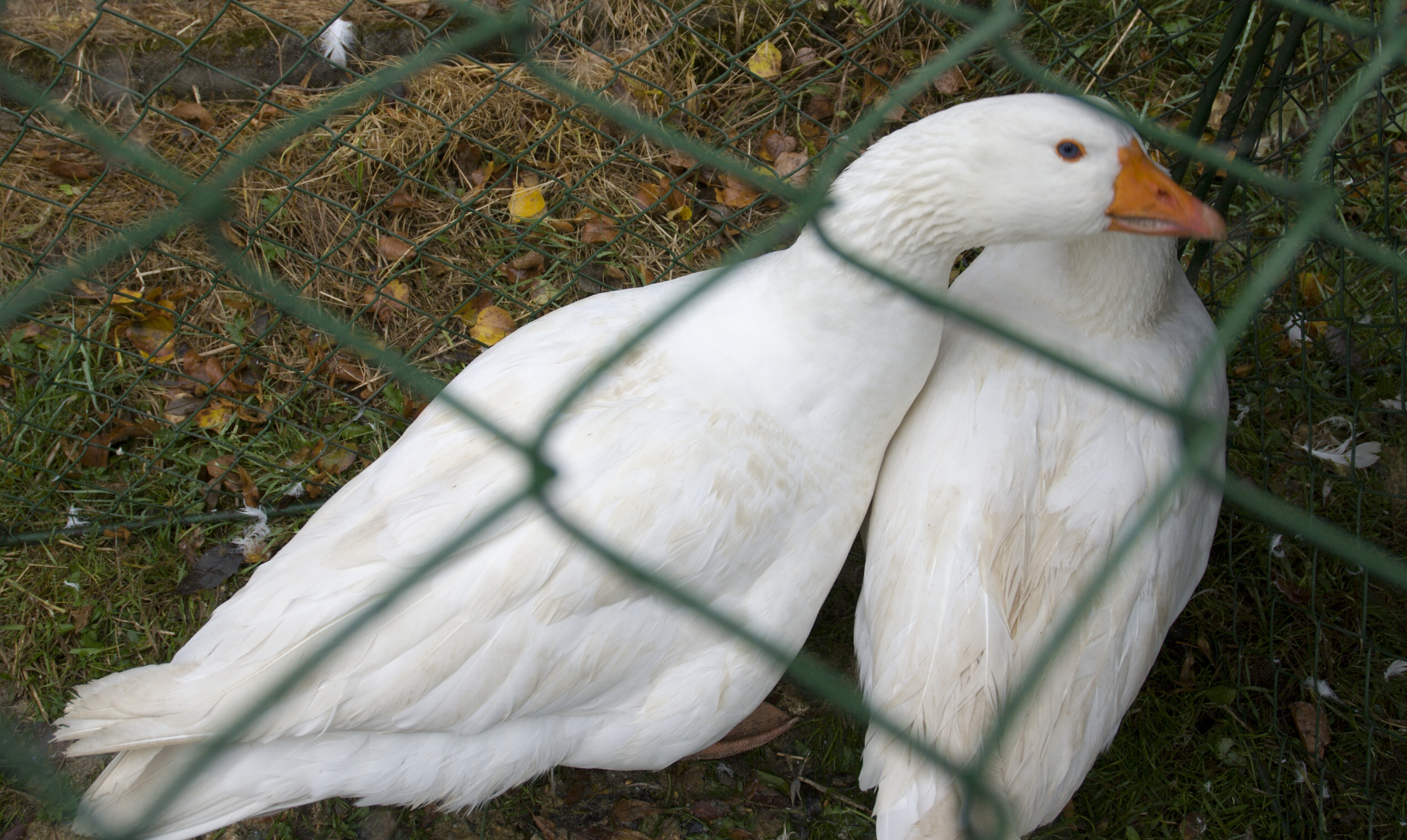
Ganso checo

El ganso checo es un ave procedente de la cría selectiva de ganso común salvaje (Anser anser) en esta región de Chequia.
Comparada con otras razas de gansos, el ganso checo es relativamente pequeño pero robusto. Las plumas de los gansos checos son de alta calidad, tienen una relación de plumón muy favorable con respecto a otras clases de plumas. Existen dos tipos de gansos checos: con cresta y sin cresta.
Los machos suelen pesar entre 5,5-6,6 kg, y las hembras 3,5-5,6 kg. Pone entre 10 a 20 huevos, cada uno de los cuales pesa 120 g.